# グラヴィティ・オブ・ライト
『グラヴィティ・オブ・ライト』（Gravity of Light）は、タロットのアルバム第8作目。2010年発表。フィンランドで2010年3月10日リリース。

## 収録曲[1]
1. サタン・イズ・デッド Satan is Dead
2. ヘル・ノウズ Hell Knows
3. ライズ！ Rise!
4. パイロット・オブ・オール・ドリームス Pilot of All Dreams
5. マジック・アンド・テクノロジー Magic and Technology
6. コーリング・ダウン・ザ・レイン Calling Down the Rain
7. コート・イン・ザ・デッドライト Caught in the Deadlight
8. アイ・ウォーク・フォレヴァー I Walk Forever
9. スリープ・イン・ザ・ダーク Sleep in the Dark
10. ゴーン Gone

## チャート・トラジェクトリーズ[2]
| Position | 2 | 3 | 7 | 12 | 14 | 17 | 27 | 37 | 49 |  |  |  |  |  |  |  |  |  |  |  |

## 参加ミュージシャン
- Marco Hietala - ベース、アコースティックギター、ボーカル
- Zachary Hietala - ギター
- Janne Tolsa - キーボード
- Pecu Cinnari - ドラムス
- Tommi Salmela - サンプラー、ボーカル